# Arthur Earl Walker
Arthur Earl Walker (* 12. März 1907 in Winnipeg, Manitoba; † 1. Januar 1995 nahe Tucson) war ein US-amerikanischer Neurochirurg und Neurologe.

## Leben
Walker erwarb 1930 seinen Abschluss an der University of Alberta und qualifizierte sich anschließend an der Yale University, in Amsterdam und Brüssel weiter. 1937 ging er an die University of Chicago und unterrichtete dort Neurochirurgie. Während des Zweiten Weltkriegs leitete er die Neurologie am Cushing General Hospital in Framingham, Massachusetts. Er arbeitete hier am Thema der posttraumatischen Epilepsie. 1947 wurde er Professor für Neurochirurgie am Johns Hopkins Hospital, wo er bis zu seiner Emeritierung 1972 tätig war.
Walker verfasste über 400 Originalarbeiten und war Autor bzw. (Mit-)Herausgeber zahlreicher Bücher. Nach ihm sind die Dandy-Walker-Fehlbildung und das Walker-Warburg-Syndrom benannt.
Er war u. a. 1953–61 Präsident der Internationalen Liga gegen Epilepsie (ILAE) und wurde u. a. 1971 als „Ambassador for Epilepsy“ durch die ILAE und das Internationale Büro für Epilepsie (IBE) ausgezeichnet.
1964 wurde er in die American Academy of Arts and Sciences gewählt.

## Veröffentlichungen (Auswahl)
- The Primate Thalamus. University of Chicago Press, Chicago 1938.
- mit H. C. Johnson: Penicillin in Neurology. C. C. Thomas, Springfield, Illinois 1946.
- Posttraumatic Epilepsy. C. C. Thomas, Springfield, Illinois 1949. (Neuausgabe: M. E. Debakay  (Hrsg.); A. E. Walker: Posttraumatic Epilepsy. (= American Lecture Series. No. 20). Literary Licensing (LLC), Whitefish, Montana 2013).
- als Hrsg.: A History of Neurological Surgery. Williams & Wilkins, Baltimore, Maryland 1951; Nachdruck: Hafner, New York 1967.
- mit L. Finney: Transtentorial Herniation. C. C. Thomas, Springfield, Illinois 1962.
- als Hrsg. mit W. F. Caveness: Head Injury; Conference Proceedings, University of Chicago February 6 – 9, 1966. J. B. Lippincott, Philadelphia 1966.
- als Hrsg. mit W. F. Caveness und M. Critchley: The Late Effects of Head Injury. C. C. Thomas, Springfield, Illinois 1969.
- als Hrsg. mit R. Hassler: Trigeminal Neuralgia. Pathogenesis und Pathophysiology. G. Thieme, Stuttgart 1970.
- Cerebral Death. Professional Information Library, Dallas, Texas 1977. (3. Auflage. Urban & Schwarzenberg, Baltimore 1985).
- als Hrsg. mit E. R. Laws Jr und G. B. Udvarhelyi: Genesis of Neuroscience. American Association of Neurological Surgeons, Park Ridge, Illinois 1998.